# Sommarförföraren
Sommarförföraren utkom 2003 och är en roman i serien om Emanuel Hjort av kusinerna Anders Jacobsson och Sören Olsson.

## Handling
Emanuel är en kille på 15–16 år, som bara tänker på tjejer och sex hela tiden. Han och hans familj ska åka till Rhodos under sommarlovet, och hans kompis Tage följer med. De skall sola, bada och ragga tjejer. Tage planerar att ha sex för första gången, och Emanuel vill hitta en ny tjej så han kan glömma Helen.
Men pengar saknas och porrbutiken där Emanuel arbetar skall stängas, så Emanuel går runt på stranden för att sälja sexuella hjälpmedel. Det går rätt bra. Han försöker sig också sälja jordgubbar och jobba på Konsum.
Vid ankomsten till Rhodos träffar Emanuel en tjej, medan Tage börjar festa vilt.

### Fotnoter
1. ↑  ”Sommarförföraren” (på engelska). Worldcat. 14 mars 2003. https://www.worldcat.org/title/sommarforforaren/oclc/185939311&referer=brief_results. Läst 30 mars 2015.